# 度支
度支是中代中國掌管财赋的支调的官。
三國曹魏設有度支都尉、度支校尉與度支中郞将。魏文帝设度支尚书寺，两晋與南北朝皆沿用之。隋初亦沿用之。开皇三年改為民部，是為六部尚书之一。唐初改民部为户部，下有度支郎中。宋代，度支使与户部使、盐铁使，总领全国财赋，合称三司使。